# أليف الحرارة المعتدلة

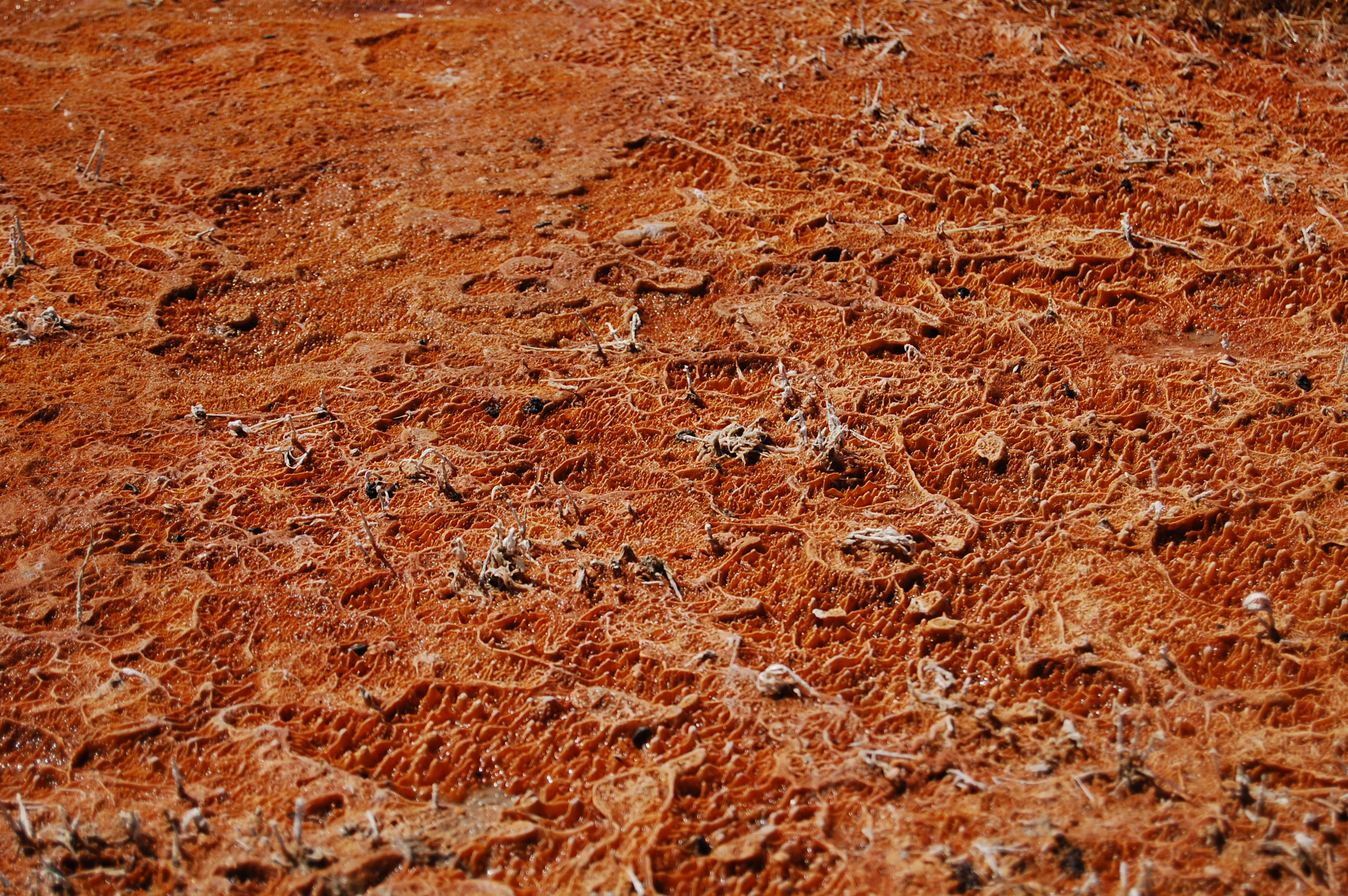
البكتيريا المحبة للحرارة

اليف الاعتدال أو ميسوفايل (بالإنجليزية: Mesophile) وهو كائن حي وهو ينمو في ظروف الجو المعتدلة ، ليست الحارة جداً ولا الباردة جداً، عادةً بين 20 إلى 45 درجة مئوية (68 و113 فهرنهايت). المصطلح بشكل أساسي يطبق على المايكروبات.
الكائنات الحية التي تفضل الظروف والبيئات الصعبة تعرف بالإكستريموفيل.
مواطن هذه الكائنات تتضمن بالخصوص الجبن ، الزبادي ، وتوجد أيضاً في عمليات صنع الجعة والخمر.